# Stanislav Varga
Stanislav Varga (Lipany, 8 oktober 1972) is een voormalig profvoetballer uit Slowakije. De bijna twee meter langer vleugelverdediger speelde profvoetbal in Slowakije, Engeland en Schotland gedurende zijn carrière.

## Interlandcarrière
Varga kwam in totaal 55 keer (twee doelpunten) uit voor het Slowaaks voetbalelftal in de periode 1997-2006. Hij maakte zijn debuut voor de nationale ploeg op 5 februari 1997 in het vriendschappelijke duel in Alajuela tegen Costa Rica (2-2), net als doelman Miroslav Hýll. Varga moest in die wedstrijd in de rust plaatsmaken voor Miroslav Karhan.

## Erelijst
Celtic
- Scottish Premier League: 2004, 2006
- Scottish Cup: 2004, 2005
- Scottish League Cup: 2006

 Sunderland
- Football League Championship: 2007